# Andrea Palma

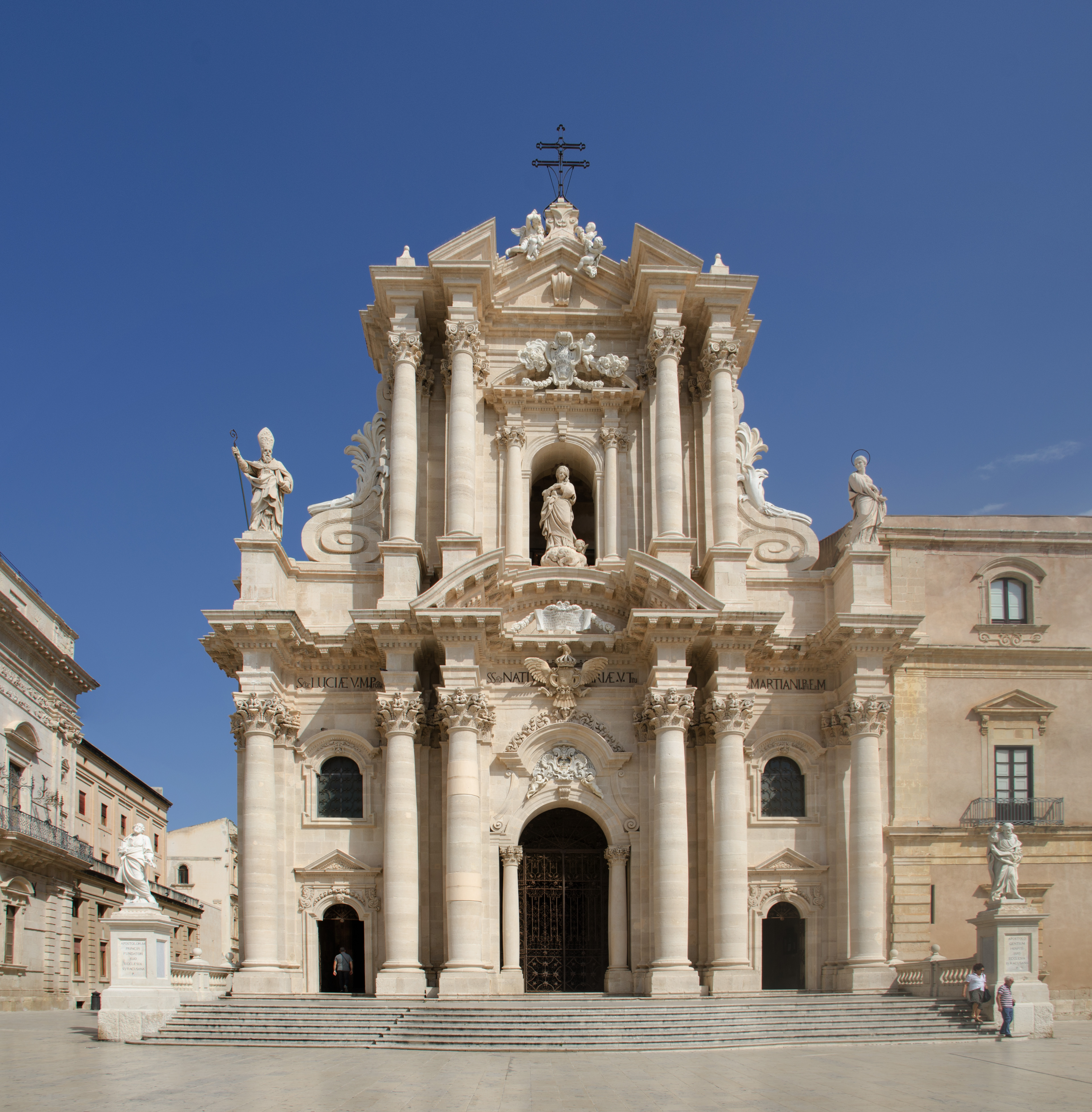
Catedral a Siracusa façana per Andrea Palma (1728).

Andrea Palma fou un arquitecte sicilià del segle xviii, nascut a Trapani, que va treballar en l'estil del barroc sicilià, del que es considera va ser un dels més notables exponents.
La seva obra inclou la catedral de Siracusa, l'església de Santa Maria de Montevergini, i l'església de San Gioacchino, la façana de la qual va dissenyar a començaments del segle xviii.